# Бурнаковская (станция метро)
«Бурна́ковская» — 12-я станция Нижегородского метрополитена. Расположена на Сормовско-Мещерской линии между станциями «Канавинская» и «Буревестник». Получила название по одноимённому микрорайону и проезду, однако на этапе проектирования предполагалось название «Куйбышевская» (по одноимённой улице) или «Спортивная».

## Характеристика
Открыта 20 декабря 1993 года в составе первого пускового участка Сормовско-Мещерской линии Нижегородского метрополитена «Московская — Бурнаковская». Станция мелкого заложения, колонного типа, трёхпролётная. Имеет два подземных вестибюля.

## Расположение
Станция расположена в Московском районе вблизи Гордеевского и Бурнаковского микрорайонов на пересечении улицы Куйбышева и Бурнаковского проезда с Сормовским шоссе напротив ОКБМ им. И. И. Африкантова.

## Расположенные у метро объекты
- ОКБМ им. И. И. Африкантова
- Торговый центр «Созвездие»
- Троллейбусное депо № 2

## Привязка общественного транспорта
Возле станции «Бурнаковская» проходит несколько маршрутов городского общественного транспорта:

### Троллейбусные маршруты
| №  | Пересадки                            | Конечный пункт 1 | Следует по улицам | Конечный пункт 2    |
| -- | ------------------------------------ | ---------------- | --- | ------------------- |
| 3  | Чаадаево                             | Мещерское озеро  | ул. Пролетарская, ул. Куйбышева, проезд Бурнаковский, пр. Героев, ул. Просвещенская, ул. Чаадаева                                                   | Чаадаево            |
| 25 | 435 км Нижний Новгород-Сортировочный | Мещерское озеро  | ул. Пролетарская, ул. Акмолинская, ул. Куйбышева, проезд Бурнаковский, Московское шоссе, ул. Кузбасская, ул. Путейская (обратно — ул. Гороховецкая) | Улица Архангельская |

     маршрут работает только в будние дни в «часы-пик»

### Автобусные маршруты
| №  | Пересадки                                         | Конечный пункт 1 | Следует по улицам | Конечный пункт 2   |
| -- | ------------------------------------------------- | ---------------- | --- | ------------------ |
| 71 | Московская Канавинская Буревестник Варя Починки   | Площадь Свободы  | ул. Варварская, пл. Минина и Пожарского, Зеленский съезд, Нижне-Волжская набережная, пл. Ленина, ул. Советская, Московское шоссе, Сормовское шоссе, ул. Коминтерна, Союзный пер., ул. Ногина, ул. Старая Канава, пр. Кораблестроителей, ул. Коновалова, ул. Федосеенко                               | Торфопредприятие   |
| 90 | Московская Канавинская Буревестник Варя Починки   | Верхние Печёры   | Казанское шоссе, ул. Родионова, пл. Сенная, ул. Минина, пл. Минина и Пожарского, Зеленский съезд, Нижне-Волжская набережная, пл. Ленина, ул. Советская, Московское шоссе, Сормовское шоссе, ул. Коминтерна, ул. Свободы, ул. Б. Починковская, ул. Бутырская, ул. Новосельская, пр. Кораблестроителей | ЗКПД-4             |
| 92 | Московская Канавинская                            | мкр. Цветы       | ул. Цветочная, ул. академика Сахарова, ул. Ванеева, пл. Свободы, ул. Варварская, пл. Минина и Пожарского, Зеленский съезд, Нижне-Волжская набережная, пл. Ленина, ул. Советская, Московское шоссе, Сормовское шоссе, ул. Куйбышева, ул. Акмолинская, ул. Бурнаковская                                | Бурнаковский рынок |
| 95 | Московская Канавинская Буревестник Варя Дубравная | Площадь Свободы  | ул. Варварская, пл. Минина и Пожарского, Зеленский съезд, Нижне-Волжская набережная, пл. Ленина, ул. Советская, Московское шоссе, Сормовское шоссе, ул. Коминтерна, ул. Свободы, ул. Хальзовская, ул. КИМа, ул. Ясная, ул. Землячки, ул. Ужгородская                                                 | пос. Дубравный     |

- Маршрутное такси:
  - № т57 «Верхние Печёры-5 — Красное сормово»

#### Пригородные
| №    | Конечный пункт 2             |
| ---- | ---------------------------- |
| 203  | А/С «Балахна»                |
| 203А | ул. Олимпийская (г. Балахна) |
| 319  | пос. Большое Козино          |
| 324  | Гидроторф                    |

## Оформление
Восьмиугольные колонны выложены белым мрамором, стены выкрашены красной краской, внизу выложены красной фигурной черепицей. Пол выложен тёмным гранитом, пересечённым полосами белого мрамора. «Бурнаковская» — первая станция Нижегородского метрополитена, на которой название станции, указатели «Выход в город» и указатели станций на путевых стенах выполнены из самоклеящейся плёнки. В связи с тем, что на Сормовско-Мещерской линии принято левостороннее движение поездов, на станции у въездов в тоннель установлено четыре комплекта интервальных часов, два из них отключены.

## Расписание
| станция       | первый поезд | последний поезд |
| ------------- | ------------ | --------------- |
| «Стрелка»     | 05:34        | 00:31           |
| «Буревестник» | 05:35        | 00:21           |

## Путевое развитие
За станцией, в сторону «Буревестника», расположен двухпутный оборотный тупик.

## Галерея
- Вход на станцию
- Название станции и метрополитена в подуличном переходе
- Название станции на путевой стене
- Зал станции
- Поезд на станции